# Cosnac
Cosnac (okzitanisch Cosnac) ist eine französische Gemeinde im Département Corrèze am westlichen Rand des Zentralmassivs. Die Gemeinde ist Mitglied des Gemeindeverbandes Communauté d’agglomération du Bassin de Brive. Die Einwohner nennen sich Cosnacois(es).

## Geografie
Tulle, die Präfektur des Départements, liegt ungefähr 30 Kilometer nordöstlich, Brive-la-Gaillarde etwa sechs Kilometer nordwestlich und Beaulieu-sur-Dordogne rund 35 Kilometer südöstlich. Der Bach Le Pian, ein linker Nebenfluss der Corrèze, durchfließt das Gemeindegebiet. Ferner säumt die Loyre, ebenfalls ein linker Nebenfluss der Corrèze, das Gebiet im Norden.

### Nachbargemeinden
Nachbargemeinden von Cosnac sind Malemort-sur-Corrèze und Dampniat im Norden, La Chapelle-aux-Brocs und Lanteuil im Osten, Turenne im Süden, Jugeals-Nazareth im Südwesten  und Brive-la-Gaillarde im Westen.

### Verkehr
Die Anschlussstelle 50 zur Autoroute A20 liegt etwa elf Kilometer nordwestlich.

## Geschichte
Stratigraphisch ermittelte Funde aus der Mittelsteinzeit und Reste von Dolmen aus der Jungsteinzeit belegen eine lange Besiedlungsgeschichte des Gebietes. Während es aus der Bronze- und Eisenzeit keine Funde gibt, scheinen wiederum ehemalige Ziegeleien aus römischer Zeit, eine durchgängige Besiedlung des Gebietes zu belegen. Der Name kommt etymologisch aus dem gallisch-römischen Sprachraum, belegt durch das Suffix -acum, im Okzitanischen wurde daraus ac und bezeichnet einen Ort oder Hof. Der Gemeindename selbst bezieht sich auf eine Grundherrschaft  mit dem Namen Coznac aus dem 11. Jahrhundert. Die Einrichtung der Herrschaftshaus von Cosnac wird heute häufig in Verbindung gebracht mit der Wiederentdeckung des alten troglodytischen Steinbruchs Abri des Roches. Das Vorhandensein anthropomorpher Skulpturen deutet auf eine Bewohnung die Felshöhlen in der Zeit zwischen dem 11. und 13. Jahrhundert hin. Eine größere Anzahl ähnlicher Höhlen aus dem Mittelalter wurden im Süden der Gemeinde wiederentdeckt und ausgegraben.

### Wappen
Beschreibung: Auf Silber verstreut schwarze Spornräder, davor ein schwarzer Löwe mit roter Krone, roten Krallen und einer roten Zunge.

## Bevölkerungsentwicklung
| Jahr      | 1962 | 1968 | 1975 | 1982 | 1990 | 1999 | 2006 | 2018 |
| Einwohner | 590  | 592  | 819  | 1452 | 1962 | 2340 | 2788 | 2976 |

## Sehenswürdigkeiten
- Das Schloss Cosnac, ein Profanbau aus dem 13. und 18. Jahrhundert, ist seit dem 20. Oktober 1987 als Monument historique klassifiziert[1].

## Persönlichkeiten
- Pierre-Jean-Georges Cabanis (1757–1808), französischer Mediziner, Physiologe und Philosoph
- Daniel de Cosnac (1628–1708), ehemaliger Erzbischof von Aix-en-Provence
- Bertrand de Cosnac (1310–1374), ehemaliger Bischof von Lombez, Saint-Bertrand de Comminges und von Tulle